# Анамнез
Анáмнез (лат. anamnesis < грец. ἀνάμνησις — «спогад», «спомин») — основний суб'єктивний метод дослідження хворого, що полягає в отриманні інформації про хворого та його недугу шляхом розпитування (interrogatio aegroti). У ході спілкування з хворим можна зорієнтуватися в особливостях даного захворювання, індивідуальних його проявах, розпізнати причини його виникнення. Правильно зібраний анамнез є запорукою встановлення правильного діагнозу і вже на цьому етапі можна встановити або припустити діагноз хворого. Важливо зазначити, що на основі тільки анамнезу офіційно діагноз встановлювати не можна, навіть попередній. Це можна зробити тільки після використання всіх основних методів дослідження хворого: суб'єктивних (розпитування хворого) та об'єктивних (огляд загальний та місцевий, пальпація, перкусія та аускультація).
Анамнез проводять розпитуванням як самого хворого, так і його близьких, в останньому разі він називається гетероанамнезом (heteroanamnesis).

## Історія
Найперші історичні відомості про важливу роль розпитування хворого в пізнанні хвороби пов'язані з іменами Гіппократа, Галена, Авіценни. Важливу роль в впровадженні у клінічну практику анамнезу відіграв французький клініцист А. Юшар та один із засновників Московської терапевтичної школи М. Я. Мудров. У своїй вступній лекції для студентів-медиків у частині про значення опитування хворого в діагностиці він зазначав, що для того щоб розпізнати хворобу слід детально розпитати хворого, коли хвороба «відвідала» хворого вперше, в яких ділянках тіла себе найперше проявила. Однак найбільша заслуга в опрацюванні класичних засад анамнезу належить російському клініцисту XIX століття Г. А. Захар'їну, який, за висловом Юшара, «довів анамнез до висоти мистецтва». Саме Захар'їним опрацьовано методології і структурну послідовність збирання анамнезу, які використовуються і нині у вітчизняній клінічній практиці, зокрема при пропедевтичній підготовці лікарів. Важлива роль у визначені окремих аспектів анамнестичного обстеження належить фундаторам Київської терапевтичної школи В. П. Образцову, М. Д. Стражеску, Ф. Г. Яновському, М. М. Губергріцу.

## Умови збирання анамнезу
Збирання анамнестичних даних слід розпочати зі створення сприятливих умов. Клінічне обстеження хворого (об'єктивне та суб'єктивне) здійснюється за таких умов:
- Приміщення, у якому проводиться обстеження, має бути чистим, добре провітрюваним та освітленим, зі сприятливим мікрокліматом. У приміщенні повинно бути тихо, без сторонніх осіб.
- Професійний вигляд лікаря має відповідати певним вимогам: чистий, випрасуваний білий халат, біла шапочка, відповідне взуття. Для об'єктивного обстеження можуть знадобитись рукавички.
- Дотримання медико-професійного етикету. Питання слід ставити тактовно, з урахуванням інтелектуального рівня пацієнта.
- Лікар має займати положення, яке називається класичним, або академічним: лікар знаходиться праворуч від пацієнта, обличчям до нього.
- Встановлення довірливих стосунків між лікарем та пацієнтом забезпечує успішність обстеження та лікування.

## Методика збирання анамнезу
Анамнез складається з таких п'яти послідовних розділів: 1) Паспортна частина, 2) Скарги хворого, 3) Анамнез хвороби, 4) Загальний анамнез, 5) Анамнез життя. Анамнестичні дані доцільно спочатку записувати на окремому аркуші папері чи на диктофон, а потім переносити в офіційний документ — історію хвороби чи медичного карту амбулаторного хворого. Таким чином зберігається повна інформація про пацієнта, зокрема і анамнестичні дані, на період лікування.

### Паспортна частина
Паспортна частина (лат. pars officialis) — розпитування хворого про особові дані. Послідовно з'ясовують ПІБ, вік, стать, сімейний стан, адресу, контактний телефон, дату госпіталізації, особливості (ШМД, самозвернення), освіту, професію, місце роботи, посаду, у разі інвалідності — причину, дату встановлення, групу. В осіб пенсійного віку — дату виходу на пенсію, причину. Ці дані мають і певне діагностичне значення. Адже вік може свідчити про імовірність чи неймовірність певної хвороби. Професійна діяльність хворого дасть уявлення про вплив шкідливих виробничих чинників на здоров'я пацієнта.

### Скарги хворого
Скарги хворого (molestiae aegroti) фіксуються на день курації (зі слів хворого, його батьків, чергового медичного персоналу).
Мета: перерахувати скарги характерні для хвороби, а також ті, які відображають ускладнення, фонові та супутні захворювання.
Безперечною умовою успіху є цілеспрямована деталізація скарг хворого чи його батьків, врахування їх поєднання, та безумовно знання клінічної картини захворювання при різних інфекціях.
Одним з важливих напрямків опитування інфекційних хворих є оцінка наявності ураження шкіри та слизових, їх характеру. Важливо встановити коли виник висип, з чим пов'язане його виникнення, чи були аналогічні зміни на шкірі та слизових раніше (встановити наявність харчової, побутової чи іншої алергії), чи супроводжувалась поява висипань підвищенням температури тіла, де локалізувались перші висипання і який характер вони мали, як поширювались і видозмінювались, чи супроводжуються сверблячкою, болем.
У хворих зі скаргами на жовтяницю має значення уточнення послідовності появи жовтяничного відтінку чи забарвлення склер, шкіри, потемніння сечі та посвітління калу, наявність болів в правому підребер'ї, вираженої сверблячки шкіри.
При характеристиці болю важливо оцінити в міру можливості ступінь його інтенсивності, локалізацію, тривалість, посилення чи послаблення залежно від певного положення чи при зміні останнього, поєднання з іншими симптомами (головокружінням, блюванням, тощо), реакції до аналгетиків.
При інфекціях, що перебігають із синдромом ангіни провідними є скарги на біль у горлі. Має значення вияснення інтенсивності болю, зв'язок його з актом ковтання.
Характеристика гарячки передбачає не лише вказання граничних меж коливання температури тіла, але й врахування добових коливань, наявність гарячки, профузного поту, реакції на жарознижувальні препарати, відчуття жару.
Тип дихання. Наявність задишки, її характер.
Кашель є одним з ведучих симптомів при інфекціях дихальних шляхів. Необхідне додаткове розпитування для оцінки характеру кашлю: сухий (непродуктивний), вологий (продуктивний, малопродуктивний), інтенсивний, помірно інтенсивний, приступоподібний, постійний, частий, рідкий, переходячий в ядуху, судомний (при кашлюку). У разі наявності мокротиння потрібно його якомога детальніше описати: кількість, характер (слизисте, слизисто-гнійне, гнійне). Наявність домішок (кров, її кількість).
Вельми варіабельна і характеристика нежиттю — зі скупими чи рясними виділеннями, серозними, слизистими, слизисто-гнійними чи цукровичними. Важливим є поєднання кашлю та нежиттю.
Великої уваги завжди заслуговують скарги на блювання (чи нудоту). Необхідно з'ясувати кратність повторювання симптому, характер та об'єм блювотних мас, приносить полегшення чи ні, супроводження тими чи іншими симптомами (виражені головні болі, гарячка, тощо), зв'язок з іншими проявами захворювання та прийомом їжі.
Ведучим проявом при кишкових інфекціях є діарея. Важливо уточнити частоту, об'єм дефекацій, характер позивів, ступінь розрідження калу (рідкий, кашкоподібний, водянистий, сформований), колір фекалій, наявність та об'єм патологічних домішок (слиз, кров, тощо).
Клінічні прояви інфекційних захворювань дуже варіабельні, тому потрібно враховувати весь спектр можливих скарг.

### Анамнез хвороби
Анамнез хвороби (anamnesis morbi) — відомості про виникнення і перебіг хвороби. У процесі розпитування хворого необхідно детально з'ясувати з якого часу він вважає себе хворим, як починалось захворювання (раптово, поступово); з чим пов'язує його виникнення; чи звертався за медичною допомогою, яке лікування проводилося і його ефективність.

### Загальний анамнез
Загальний анамнез (anamnesis communis) — суб'єктивна характеристика пацієнтом функціонального стану найважливіших органів і систем свого організму, у тому числі не залучених до основного патологічного процесу. Збір загального анамнезу має важливе значення у діагностичному процесі.

### Анамнез життя
Анамнез життя (anamnesis vitae) проводиться для дітей раннього віку (до 3-х років). Від якої вагітності і яка за ліком дитина; якщо вагітність не перша — то чим закінчились попередні? Перебіг вагітності у матері (токсикоз першої, другої половини вагітності; при наявності — прояви токсикозу; екстрагенітальна патологія. Перенесені гострі інфекційні захворювання; вживання медикаментів). Умови побуту та праці вагітної. Шкідливі звички. Режим і особливості харчування вагітної. Чи використана декретна відпустка? Чи перебувала під спостереженням жіночої консультації? Чи проводились допологові патронажі?
Як перебігали пологи? Характеристика пологів. Чи закричала дитина відразу? Оцінка за шкалою Апгар. Маса тіла та зріст при народженні. Коли прикладена до грудей і наскільки активно ссала дитина? Стан пупкової ранки на момент виписки з пологового будинку. Коли відпав пуповинний залишок? Наявність та перебіг транзиторних станів. Захворювання періоду новонародженості (пологова травма, несумісність крові за резус-фактором чи груповими антигенами, захворювання шкіри, органів дихання, септичні захворювання та інші). На який день і з якою масою дитина виписувалася з пологового будинку?
Особливості вигодовування з моменту народження. Тип вигодовування. Терміни введення фізіологічних додатків та прикормів. Причини зміни виду вигодовування. При змішаному вигодовуванні — чим догодовують дитину, з якого віку? При штучному вигодовуванні — з якого віку та чим годували дитину, в якій кількості й в якій послідовності? Чи отримувала соки, вітамін D (який, доза, тривалість курсу)? Коли почала отримувати прикорм? Час відняття від грудей. Характер харчування до початку теперішнього захворювання (кратність приймання їжі, її характер).
Фізичний розвиток дитини: збільшення маси тіла й зросту (по місяцях) та після року. Розвиток статики та моторики: коли почала усміхатися, агукати, впізнавати маму, фіксувати погляд, посміхатися, реагувати на звуки та іграшки, повертати голівку на звук, вимовляти окремі склади, слова, фрази, запас слів, характер мови?
Анамнез життя дітей старшого віку. Яка за ліком дитина? Як розвивалася в періоді раннього дитинства? Стан успішності у школі.
У разі підозри на наявність інфекційної хвороби виявляють епідеміологічний анамнез. Важливий з врахуванням досить широкої групи «привізних» інфекцій (малярія, амебіаз, тропічні хвороби, тощо), ендемічності окремих антропонозних чи зоонозних інфекційних захворювань, а також при діагностиці природно-осередкових інфекційних хвороб (чума, туляремія, кліщовий енцефаліт, тощо).
Перенесені захворювання (в тому числі й інфекційні) та хірургічні втручання. Особливості перебігу перенесених захворювань. Оцінка перенесених інфекційних захворювань повинна проводитись з врахуванням наявності чи відсутності постінфекційного імунітету. Наприклад, перенесені кір, краснуха, епідемічний паротит, вітряна віспа, тощо певною мірою ставлять під сумнів можливість повторного захворювання. А от бешиха та ангіна, навпаки, роблять ймовірним повторне захворювання.
При зборі анамнезу важливими є відомості про повторні інтеркурентні захворювання, низький застудний поріг, рецидивний герпес, повторну мононуклеозоподібну реакцію тощо. Це дозволяє припустити наявність імунодефіциту і прогнозувати підвищену сприйнятливість до інфекцій, більш тяжкий та затяжний перебіг.
Неблагоприємним тлом можуть служити також наявні спадкові захворювання, тому вияснення генетичного анамнезу також є важливим при зборі анамнезу життя у хворих.
Профілактичні щеплення: оцінюють проведення їх відповідно до календаря, виясняють причини відхилення від останнього, правила виконання щеплення, стан дитини під час його проведення, реакція після щеплення у дитини і найближчих родичів, туберкулінові проби, їх результати.

### Аналіз анамнестичних даних
Анамнестичні дані дають можливість визначити:
1. Основні скарги.
2. Основні симптоми.
3. Уражену система.
4. Характер перебігу захворювання.
5. Можливі причини